# Contaflex

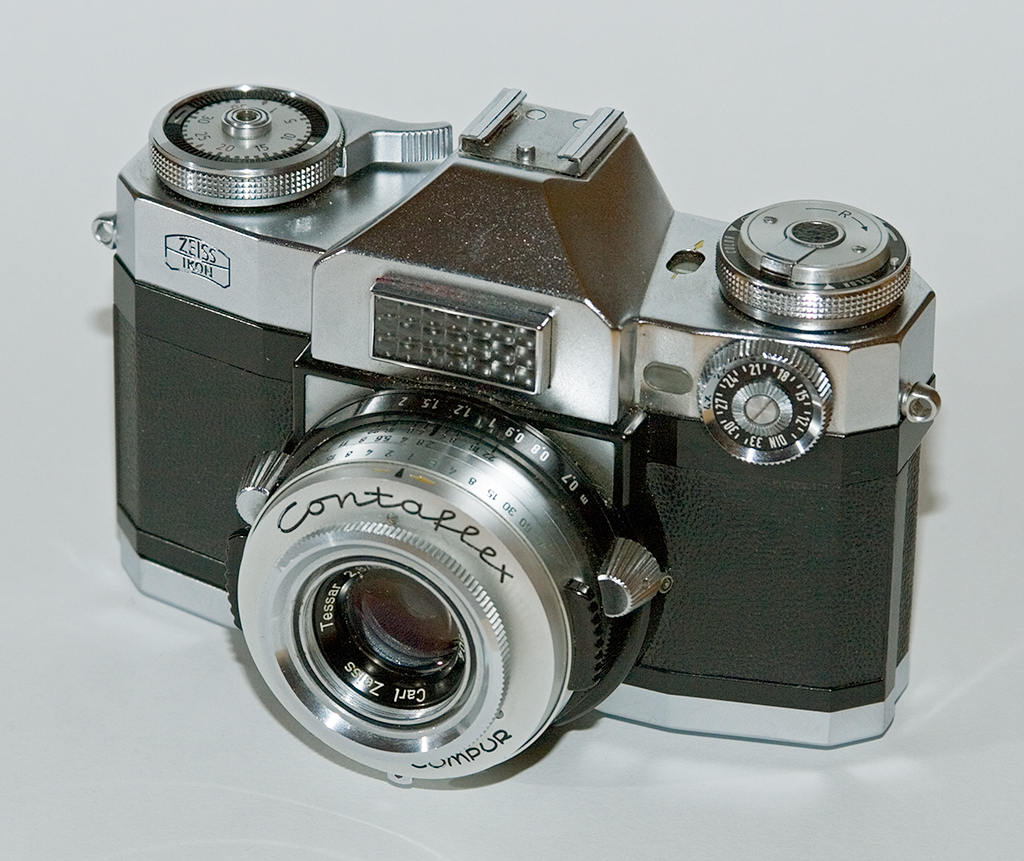
Zeiss Ikon Contaflex Super (1959–1963)

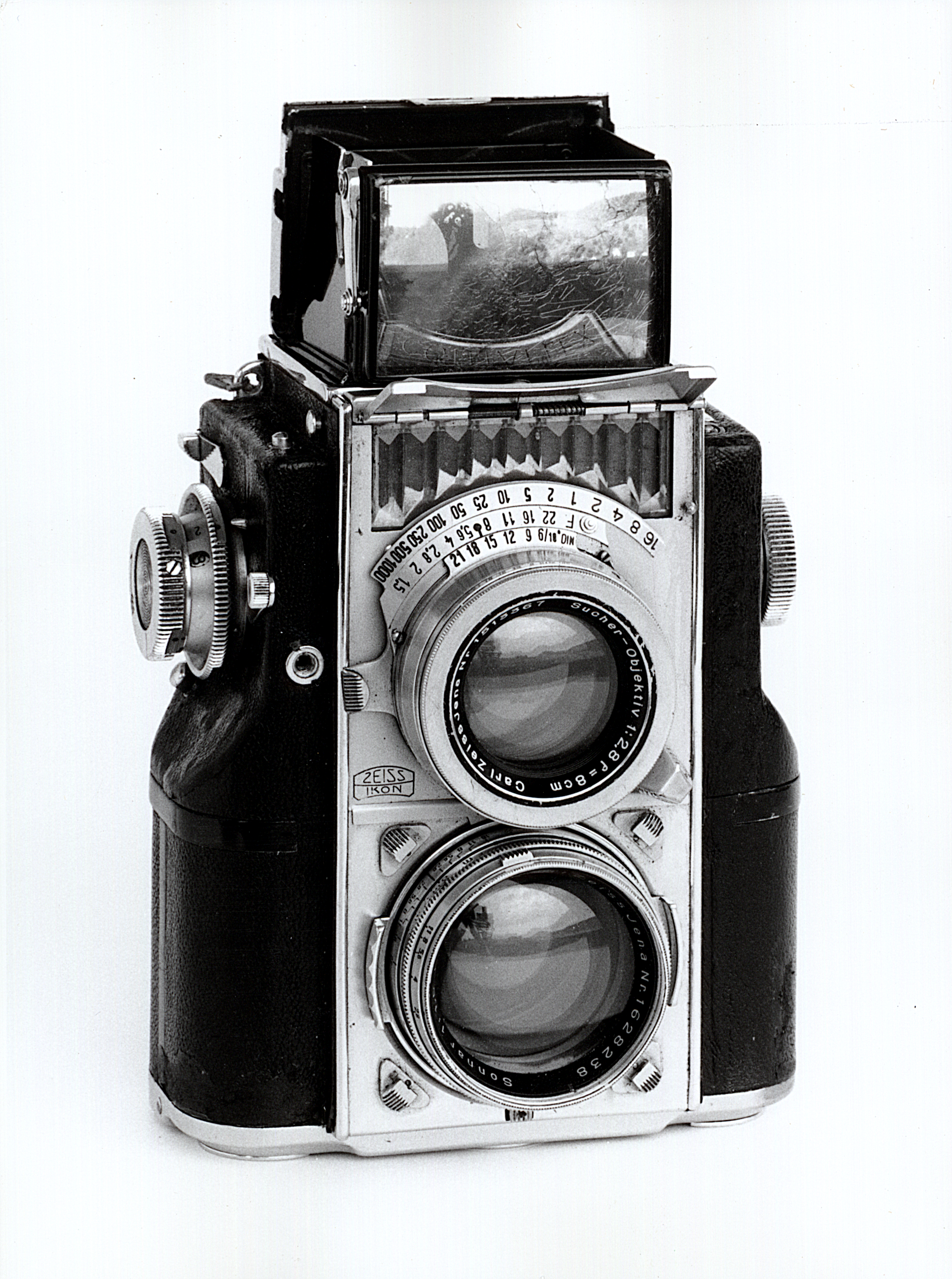
Zeiss Ikon Contaflex, zweiäugige Spiegelreflexkamera

Die Contaflex ist eine Kleinbild-SLR-Kamera von Zeiss Ikon, die von 1953 bis 1972 in zwölf Versionen hergestellt wurde; die Gesamtstückzahl lag über 800.000.
Die Anfänge der Contaflex-Serie liegen im Jahr 1935: Zu dieser Zeit tauchte in den Katalogen eine zweiäugige Spiegelreflexkamera mit 135er Rollfilm und wechselbaren Objektiven auf. Die Stückzahl dieses Modells, das bis 1943 hergestellt wurde, wird auf fünf- bis sechstausend geschätzt.

## Technik

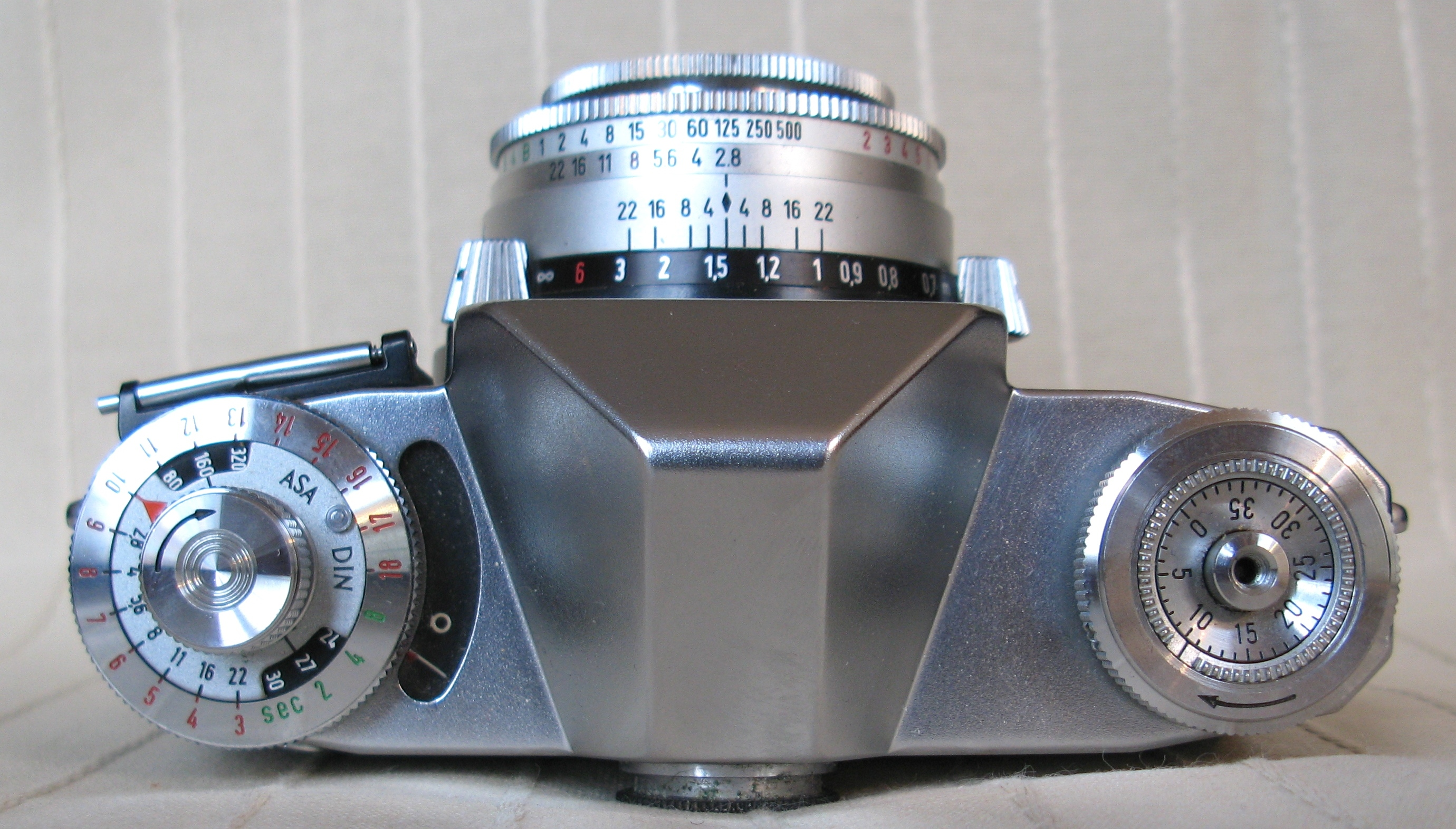
Contaflex IV (1957–1959)
ohne Schnellspannhebel

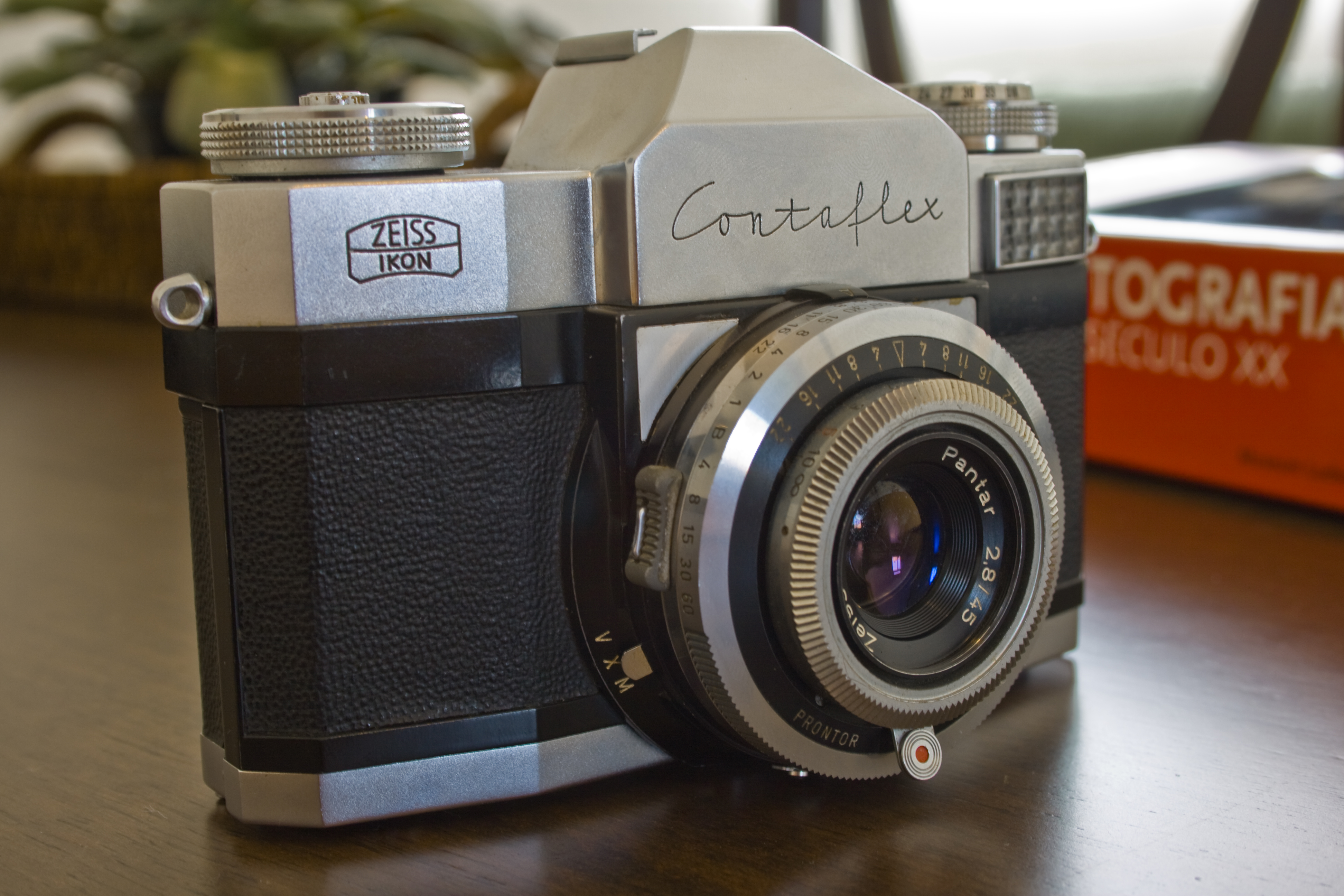
Contaflex Prima (1959) wie Alpha und Beta mit Pantar-Objektiv

Die Contaflex hat einen für Spiegelreflexkameras eher unüblichen Zentralverschluss. Letzterer wird in der Regel zwischen Linsen eingebaut. Dadurch ist die Auswahl der Wechselobjektive der Contaflex eingeschränkt, da der Verschluss bei Spiegelreflexkameras in aller Regel nicht im Objektiv, sondern im Kameragehäuse ohne weitere Linsen eingebaut ist. Auch die Paxette Reflex von Carl Braun (1958–62) hatte diese Objektivtechnik, und Canon hatte mit der 1969 vorgestellten Canon EX eine Spiegelreflexkamera mit dieser Konstruktion bis 1976 im Programm. Vorteil gegenüber einem Schlitzverschluss sind keinerlei Einschränkungen der Belichtungszeit bei Blitzsynchronisation.
Neu war damals die Springblende: Das Sucherbild blieb also bis zur Auslösung immer hell. Die erste Generation der Contaflex hatte keinen eingebauten Belichtungsmesser; bis zum Produktionsende hatten die Contaflex-Modelle keinen Rückschwingspiegel. Zur Nutzung von preisgünstiger Film-Meterware konnten die Filmkassetten der Contax verwendet werden.
1957 erschien die Contaflex Alpha mit einem langsameren Verschluss (kürzeste Belichtungszeit 1/300 Sek., Hersteller Prontor anstelle des sonst bei der Contaflex verwendeten Compur-Verschlusses) und Pantar- statt Tessar-Objektiv. Sie war auch preislich deutlich günstiger. Das Modell Beta hatte zusätzlich den Belichtungsmesser der Contaflex IV.
Das 1958 vorgestellte Modell Contaflex Rapid  (mit Tessar-Objektiv) hatte einen Schnellspannhebel und den Blitzschuh direkt ins Gehäuse integriert. Das entsprechende günstigere Modell war die Prima (1959–1965).
Bei der 1959 erschienenen Super war darüber hinaus ein gekoppelter Selen-Belichtungsmesser realisiert. Sie erreichte mit 135.000 die größte Stückzahl aller Contaflex-Modelle.

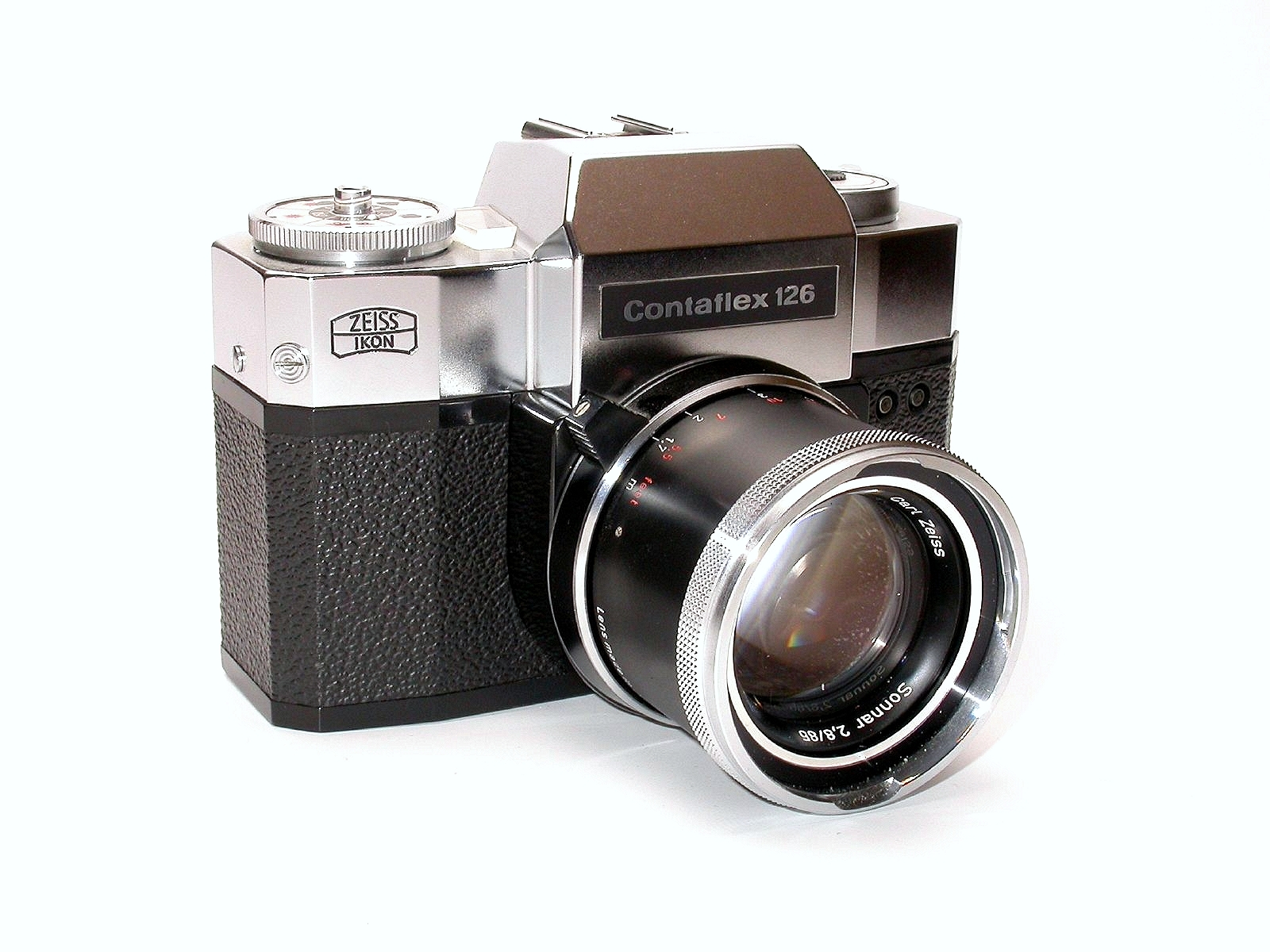
Contaflex 126 mit 85-mm-Sonnar

1965 kam die Contaflex Super BC auf den Markt: sie ist die erste deutsche Kamera mit TTL-Offenblendmessung und eine der ersten  mit (wahlweiser) Blendenautomatik; diese wird mechanisch gesteuert. Die Belichtungszeit und automatisch gewählte Blende werden im Sucher eingespiegelt. Hierauf aufbauend erschien 1968 die Contaflex S, bei der das Filmeinfädeln mit einer neuen Spule vereinfacht wurde, sie war auch in schwarz erhältlich.
Von 1967 bis 1971 wurde auch die Contaflex 126 angeboten, die den gleichnamigen Kassettenfilm verwendete. Sie wurde im Contaflex-System angeboten, hatte jedoch einen Schlitzverschluss und daher eigene Objektive.

## Wechselobjektive
Für das Normalobjektiv wurden Nahlinsen angeboten, die einen minimalen Abstand zum Motiv von 16 cm ermöglichten.
Ergänzend zum Normalobjektiv gab es als Satzobjektive die Brennweiten 35 mm für den Weitwinkelbereich sowie 85 und 115 mm für den Telebereich. Ihr Anschluss erfolgt über ein Contaflex-eigenes Bajonett. Allerdings änderte es sich 1957 bei der Version Contaflex Alpha/Beta, die mit dem Pantar-Objektiv ausgestattet waren. Hier ergab sich eine Weitwinkelbrennweite von 30 und eine Teleobjektivbrennweite von 75 mm. Das letzte Modell mit dem Pantar war die Contaflex Prima.
Darüber hinaus gab es für beide Bajonettanschlüsse einen Stereovorsatz.

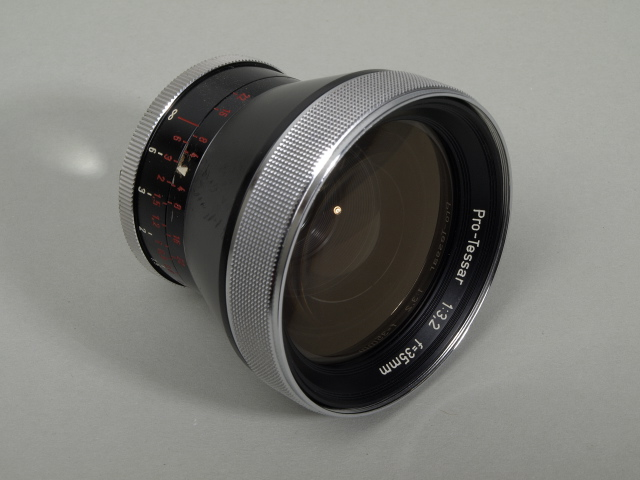
Das Weitwinkelobjektiv Pro-Tessar, 35 mm Brennweite
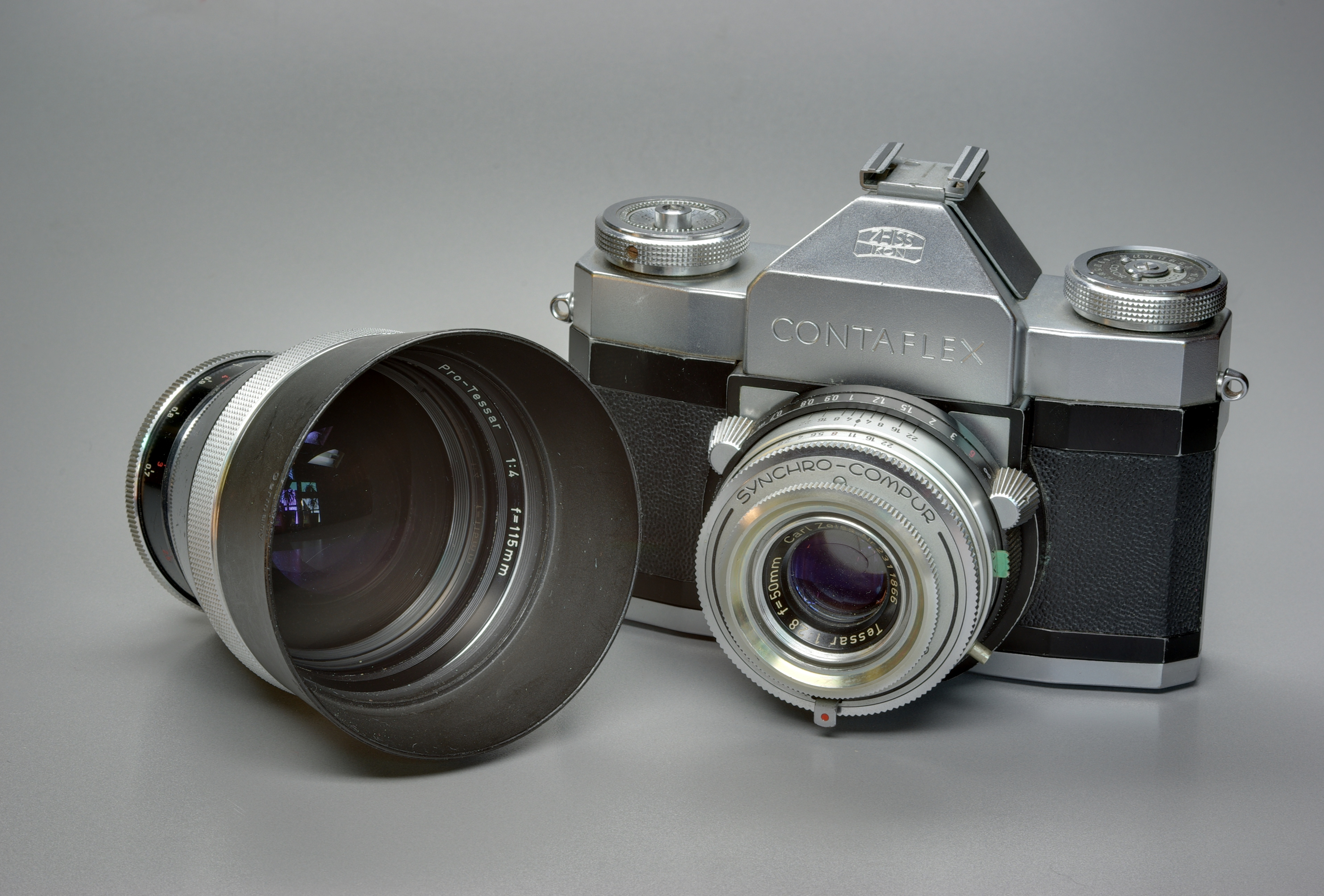
Das Teleobjektiv Pro-Tessar 115 mm Brennweite mit Contaflex ohne Belichtungsmesser
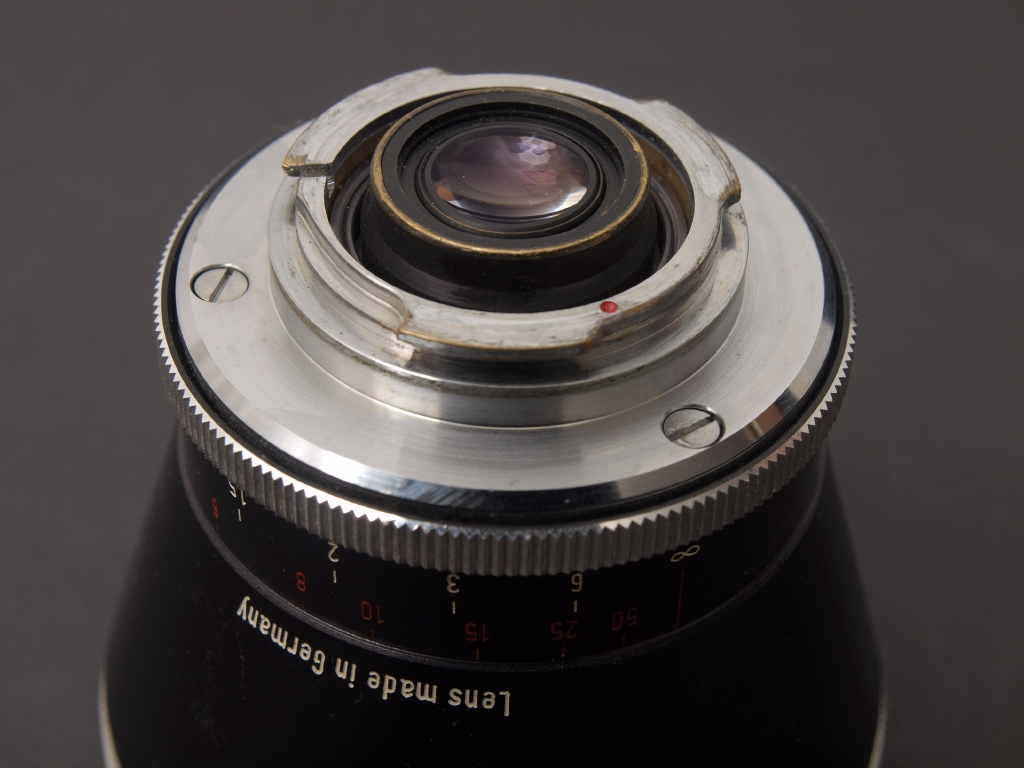
Bajonettanschluss am Wechselobjektiv

Bei der Contaflex 126 mit eigenen Objektiven begann der Brennweitenbereich mit einem 25-mm-Distagon, der Telebereich umfasste auch ein 200-mm-Tessar.

## Stückzahlbetrachtungen
Die Contaflex IV erreichte in der etwa zweijährigen Bauzeit 80.000 Exemplare. Dies erreichten die günstigeren Modelle Alpha, Beta und Prima zusammen in der achtjährigen Bauzeit nicht ganz. Von den Modellen Super B und Super BC wurden in etwa neun Jahren zusammen etwa 208.000 Stück hergestellt.
Es wird berichtet, dass Pentax von der Spotmatic ohne Satzobjektive und mit M42-Anschluss von 1964 bis 1974 etwa vier Millionen Stück baute.